# Данієль Ґолдберґ
Данієль Ґолдберґ (англ. Daniel Goldberg; 7 березня 1949 — 12 липня 2023) — канадский кінопродюсер та сценарист. Володар премії «Джині» (1980) за найкращий оригінальний сценарій до фільму «Фрикадельки».

## Життєпис
Данієль Ґолдберґ народився 7 березня 1949 року у місті Гамільтон, провінція Онтаріо.
У 1968 році відбувся дебют Данієля Ґолдберґа в кіно, він брав участь в зйомках та озвучуванні фільму «Орієнтація» (англ. Orientation).
Брав участь в написанні сценаріїв до фільмів: «Добровольці мимоволі» (1981), «Важкий метал» (1981) та инших.
У 1988 році був режисером фільму «Агенти ФБР».
Виконував функції продюсера та виконавчого продюсера, монтажера.
Данієль Голдберг помер 12 липня 2023 року у Лос-Анджелесі, Каліфорнія, в 74-річному віці.

## Фільмографія
| Рік  | Назва (укр.)                                      | Назва (англ.)                                 | Режисер    | Продюсер   | Сценарист  | Актор     | Монтажер   |
| ---- | ------------------------------------------------- | --------------------------------------------- | ---------- | ---------- | ---------- | --------- | ---------- |
| 1968 | «Орієнтація»                                      | Orientation                                   |            |            |            | Так [ 5 ] |            |
| 1973 | «Дівчата-канібали»                                | Cannibal Girls                                |            | Green tick | Green tick |           | Green tick |
| 1979 | «Фрикадельки»                                     | Meatballs                                     |            | Green tick | Green tick |           |            |
| 1981 | «Важкий метал»                                    | Heavy Metal                                   |            |            | Green tick |           |            |
| 1983 | «Космічний мисливець: Пригоди в забороненій зоні» | Spacehunter: Adventures in the Forbidden Zone |            |            | Green tick |           |            |
| 1986 | «Фрикадельки 3»                                   | Meatballs III: Summer Job                     |            |            | Green tick |           |            |
| 1988 | «Агенти ФБР»                                      | Feds                                          | Green tick | Green tick |            |           |            |
| 1994 | «Джуніор»                                         | Junior                                        |            | Green tick |            |           |            |
| 1996 | «Добровольці мимоволі»                            | Stripes                                       |            | Green tick | Green tick |           |            |
| 1996 | «Космічний джем»                                  | Space Jam                                     |            | Green tick |            |           |            |
| 1997 | «Заповіді»                                        | Commandments                                  |            | Green tick |            |           |            |
| 1997 | «Частини тіла»                                    | Private Parts                                 |            | Так [ 6 ]  |            |           |            |
| 1998 | «Шість днів, сім ночей»                           | Six Days, Seven Nights                        |            | Так [ 7 ]  |            |           |            |
| 2000 | «Дорожні пригоди»                                 | Road Trip                                     |            | Green tick |            |           |            |
| 2001 | «Еволюція»                                        | Evolution                                     |            | Green tick |            |           |            |
| 2002 | «Убий мене ніжно»                                 | Killing Me Softly                             |            | Green tick |            |           |            |
| 2003 | «Старе загартування»                              | Old School                                    |            | Green tick |            |           |            |
| 2004 | «Євротур»                                         | Eurotrip                                      |            | Green tick |            |           |            |
| 2006 | «Школа негідників»                                | School for Scoundrels                         |            | Green tick |            |           |            |
| 2009 | «Похмілля у Вегасі»                               | The Hangover                                  |            | Green tick |            |           |            |
| 2010 | «Встигнути до»                                    | Due Date                                      |            | Green tick |            |           |            |
| 2011 | «Похмілля-2: з Вегаса до Бангкока»                | The Hangover: Part II                         |            | Green tick |            |           |            |
| 2013 | «Похмілля: Частина III»                           | The Hangover Part III                         |            | Green tick |            |           |            |